# خدشه بر روحت
«خدشه بر روحت» (انگلیسی: Hole in Your Soul) ترانه‌ای راک اند رول از گروه سوئدی آبا است که در سال ۱۹۷۷ منتشر شد. بالاترین نت صدای آنگنیه‌تا فلتسکوگ در این ترانه، «سی اکتاو ۵» (B5) است.